# Salakuray
Salakuray is een bestuurslaag in het regentschap Garut van de provincie West-Java, Indonesië. Salakuray telt 4438 inwoners (volkstelling 2010).